# Delta Andromedae
δ Andromedae (Delta Andromedae, kurz δ And) ist ein Dreifachstern im nördlichen Sternbild Andromeda. Er erscheint dem bloßen Auge als ein Stern mit einer scheinbaren Gesamthelligkeit von 3,27m. Damit ist er der vierthellste Stern der Andromeda und entspricht also genau der geforderten Bayer-Bezeichnung δ  für den vierthellsten Stern eines Sternbilds. Parallaxen-Messungen der Raumsonde Gaia ergaben, dass δ And etwa 103 Lichtjahre von der Erde entfernt ist, was in guter Übereinstimmung mit der von der Vorgängersonde Hipparcos bestimmten Entfernung von 105 Lichtjahren steht. Mit einiger Unsicherheit behaftet ist die aus den Gaia-Daten ermittelte Eigenbewegung der Hauptkomponente des Sternsystems von 176,9 Millibogensekunden in Rektaszension und −108,2 Millibogensekunden in Deklination, während Hipparcos 114,5 Millibogensekunden in Rektaszension und −84,0 Millibogensekunden in Deklination maß. Das System nähert sich der Erde mit einer Radialgeschwindigkeit von etwa 10 km/s.
δ And besteht aus einem langperiodischen spektroskopischen Doppelstern, dessen Komponenten als δ And Aa und δ And Ab bezeichnet werden, und einem diese beiden inneren Sterne in größerer Distanz umkreisenden Begleiter δ And B. Die Hauptkomponente δ And Aa des spektroskopischen Doppelsterns ist ein Riesenstern  der Spektralklasse K3 und besitzt etwa 1,5 Sonnenmassen, 13,6 Sonnendurchmesser und 68 Sonnenleuchtkräfte. Ihre Oberflächentemperatur beträgt 4315 Kelvin und ist damit deutlich niedriger als jene der Sonne. Ursprünglich dürfte sie ein Hauptreihenstern etwa des Spektraltyps F0 gewesen sein und nun den Wasserstoffvorrat in ihrem Inneren vollständig zu Helium verbrannt haben. Da ihre Strahlung einen Infrarotexzess aufweist, scheint sie von einer zirkumstellaren Trümmerscheibe umgeben zu sein. Die kleinere Komponente δ And Ab, die mit Hilfe eines Koronografen beobachtbar ist, umkreist seinen Hauptstern in etwa 58 Jahren auf einer stark elliptischen Bahn in einer mittleren Entfernung von etwa 11,6 Astronomische Einheiten. Sie ist wahrscheinlich ein Hauptreihenstern des Spektraltyps K. Von der Erde aus betrachtet war sie 2014 etwa 0,4 Bogensekunde vom Hauptstern entfernt.
Der äußere Begleiter δ And B weist mindestens eine Distanz von 900 Astronomischen Einheiten zum inneren Doppelsternpaar δ And A auf; das er in einer Periode von wenigstens 20000 Jahren umläuft. Er dürfte ein Roter Zwerg etwa des Spektraltyps M3 sein. Er leuchtet von der Erde aus gesehen mit einer scheinbaren Helligkeit von 12,44m und war im Jahr 2015 circa 28,9 Bogensekunden vom zentralen Doppelstern entfernt. Dass er ein tatsächlich gravitativ gebundener Begleiter ist, beweisen die Parallaxenmessungen der Raumsonde Gaia, nach denen er sich in der exakt gleichen Distanz von 105 Lichtjahren von der Erde wie δ And A befindet. Mit Hilfe eines Teleskops ist ein weiterer, nur 15,7m heller Begleiter δ And C sichtbar, der 2012 etwa 32,2 Bogensekunden von δ And A entfernt stand. Aus seiner Eigenbewegung geht hervor, dass er nur zufällig auf derselben Sichtlinie liegt und physisch nicht zu δ And A gehört. Nach Gaia-Parallaxenmessungen beträgt seine Distanz zur Erde ungefähr 1950 Lichtjahre.